# Humli

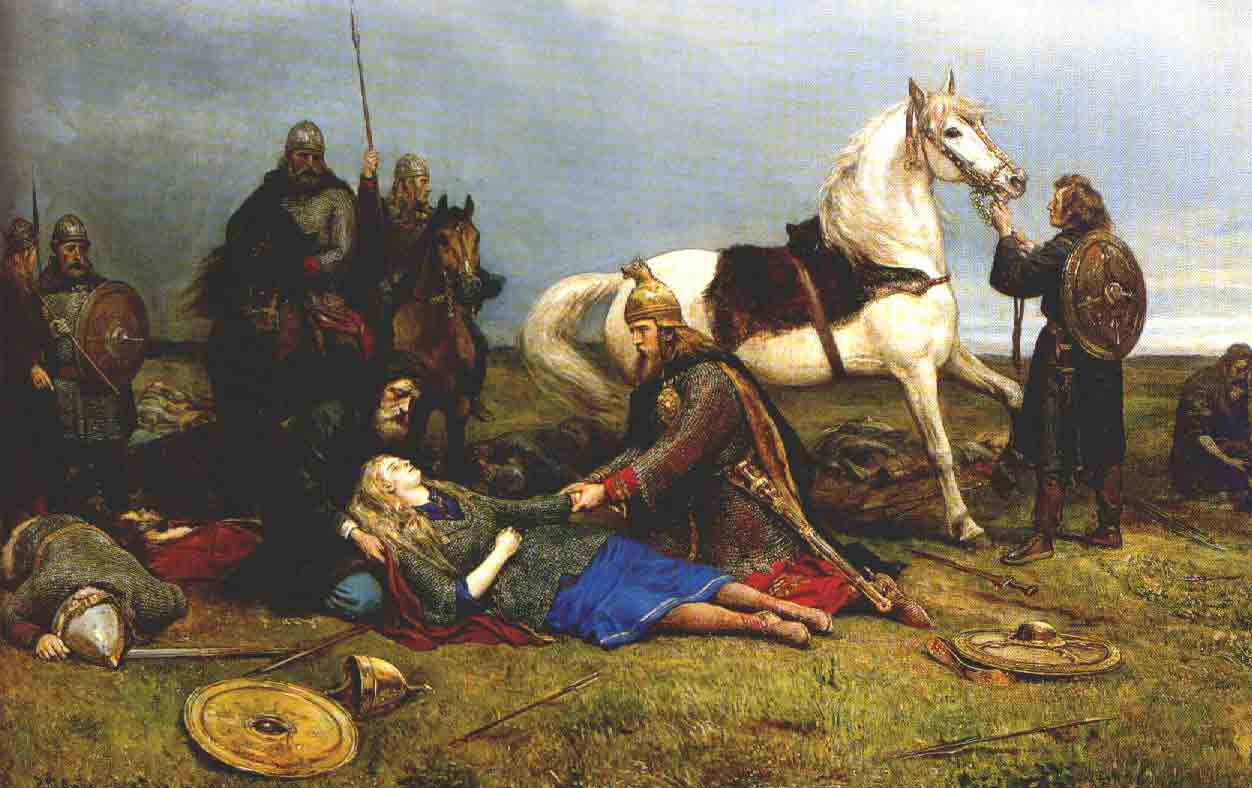
Hervör era una escudera en el ciclo de la espada mágica Tyrfing, presentado en la saga Hervarar, de la cual se encuentran partes en la Edda poética.

Humli fue un rey de los hunos que aparece en la saga Hervarar y el poema épico Hlöðskviða. Enemistado con los godos de Heidrek, fue derrotado por el rey godo y su hija Sifka (Sifeca) capturada y convertida en esclava. Heidrek violó a la princesa de los hunos y concibió un hijo llamado Hlöd, luego devolvió a la princesa y a su hijo al rey Humli.
Humli educó a Hlöd como guerrero y desde su tierna infancia recibió armas y caballos como era costumbre entre los hunos. A la muerte de Heidrek y tras la proclamación de su hijo legítimo Angantyr como rey de los godos, Humli animó a Hlöd a desplazarse hasta Arheimar y reclamar su parte de herencia, pero aunque Angantyr estaba dispuesto a ceder una tercera parte de los derechos legítimos, Hlöd regresó a la tierra de los hunos insultado por el rey gauta Gizur que estaba de visita para rendir honores al difunto rey, llamando a Hlöd bastardo e hijo de esclava, convenciendo a Angantyr para que no le diera nada.
Humli levantó en armas a su pueblo por segunda vez, organizando una horda de más de 300.000 guerreros y los envió a la batalla. En la guerra que duró ocho días murió la skjaldmö Hervör, hermana de Hlöd y Angantyr. Tras esos ocho días, los godos lograron romper las líneas de los hunos y observaban a Angantyr cabalgando y arrasando a muerte con su espada mágica Tyrfing, tanto hombres como caballos. Finalmente, Angantyr y Hlöd se enfrentaron y el príncipe de los hunos murió, así también Humli perdió la vida. 